# 武大神社 (姫路市)
武大神社（ぶだいじんじゃ）は、兵庫県姫路市網干区にある神社である。

## 歴史
姫路市西部の大津茂川と揖保川の間の旭陽地区のほぼ中心に位置する。
創建年は定かではないが、当地が1624年（寛永元年）に坂上出屋敷として発足していることと、隣接する蓮華寺が1646年（正保3年）に開創されていることから、同寺開創の前後の年代に建立されたものではと推測される。

## 祭神
- 素盞男命

## 交通
- JR「網干駅」より神姫バス「坂出バス停」下車すぐ。